# Zeke Nnaji
Ezekiel Tobechukwu «Zeke» Nnaji (Minneapolis, Minnesota; 9 de enero de 2001) es un baloncestista estadounidense, de ascendencia nigeriana, que pertenece a la plantilla de los Denver Nuggets de la NBA. Con 2,06 metros de estatura, ocupa la posición de ala-pívot.

## Trayectoria deportiva

### Universidad
Jugó una temporada con los Wildcats de la Universidad de Arizona, en la que promedió 16,1 puntos y 8,6 rebotes por partido. Al término de la misma fue incluido en el mejor quinteto de la Pac-12 Conference, así como en el mejor quinteto de novatos, siendo elegido además freshman del año de la conferencia.
A finales de marzo de 2020 se declaró elegible para el Draft de la NBA, renunciando a los tres años de universidad que le quedaban.

#### Estadísticas
| Año     | Equipo  | PJ | PT | MPP  | %TC  | %3P  | %TL  | RPP | APP | ROB | TPP | PPP  |
| ------- | ------- | -- | -- | ---- | ---- | ---- | ---- | --- | --- | --- | --- | ---- |
| 2019–20 | Arizona | 32 | 32 | 30.7 | .570 | .294 | .760 | 8.6 | .8  | .7  | .9  | 16.1 |

### Profesional
Fue elegido en la vigésimo segunda posición del Draft de la NBA de 2020 por Denver Nuggets.
En octubre de 2022 confirma su contrato con los Nuggets hasta la 2023-24.
El 12 de junio de 2023 se proclama campeón de la NBA por primera vez en su carrera tras vencer a Miami Heat en la final de la NBA.
En octubre de 2023 acuerda una extensión de contrato con los Nuggets, por cuatro temporadas y $32 millones.

## Estadísticas de su carrera en la NBA
|  | Denota temporadas en las que fue Campeón de la NBA |

### Temporada regular
| Año     | Equipo | PJ  | PT | MPP  | %TC  | %3P  | %TL  | RPP | APP | ROB | TPP | PPP |
| ------- | ------ | --- | -- | ---- | ---- | ---- | ---- | --- | --- | --- | --- | --- |
| 2020-21 | Denver | 42  | 1  | 9.5  | .481 | .407 | .800 | 1.5 | .2  | .2  | .1  | 3.2 |
| 2021-22 | Denver | 41  | 1  | 17.0 | .516 | .463 | .631 | 3.6 | .4  | .4  | .3  | 6.6 |
| 2022-23 | Denver | 53  | 5  | 13.7 | .561 | .262 | .645 | 2.6 | .3  | .3  | .4  | 5.2 |
| 2023-24 | Denver | 58  | 0  | 9.9  | .463 | .261 | .677 | 2.2 | .6  | .3  | .7  | 3.2 |
| 2024-25 | Denver | 57  | 4  | 10.7 | .496 | .327 | .614 | 1.6 | .4  | .4  | .7  | 3.2 |
| Total   | Total  | 251 | 11 | 12.0 | .509 | .362 | .653 | 2.3 | .4  | .3  | .5  | 4.2 |

### Playoffs
| Año   | Equipo | PJ | PT | MPP | %TC   | %3P   | %TL  | RPP | APP | ROB | TPP | PPP |
| ----- | ------ | -- | -- | --- | ----- | ----- | ---- | --- | --- | --- | --- | --- |
| 2021  | Denver | 5  | 0  | 3.6 | .500  | .429  | .500 | .4  | .4  | .2  | .0  | 2.4 |
| 2022  | Denver | 2  | 0  | 4.3 | 1.000 | 1.000 | —    | .0  | .0  | .0  | .0  | 1.5 |
| 2023  | Denver | 5  | 0  | 2.4 | .500  | .333  | —    | .4  | .0  | .2  | .0  | 1.0 |
| 2024  | Denver | 3  | 0  | 4.7 | .667  | —     | .500 | .7  | .0  | .0  | .3  | 1.7 |
| 2025  | Denver | 6  | 0  | 5.7 | .125  | .167  | .571 | 1.2 | .3  | .2  | .3  | 1.2 |
| Total | Total  | 21 | 0  | 4.1 | .417  | .353  | .545 | .6  | .2  | .1  | .1  | 1.5 |